# قهرمانان (فیلم ۱۹۷۰)
قهرمانان (به انگلیسی: The Invincible Six) فیلمی رنگی حادثه‌ای-جنائی به کارگردانی ژان نگولسکو و نویسندگی چستر ارسکین، گای المز محصول سال ۱۳۴۹ (۱۹۷۰ میلادی) است. این فیلم به نامهای The Killer Heroes و The Heroes نیز شناخته می‌شود.
این فیلم بر اساس رمانی از نویسنده استرالیایی مایکل بارت با نام The Heroes of Yuca ساخته شده است.
این فیلم اولین محصول مشترک ایران و آمریکا توسط استودیو مولن‌روژ (برادران اخوان) و استودیو پارامونت پیکجرز و کنتینانتتال در ایران تولید شد.
این فیلم در بسیاری از نقاط دنیا به نمایش درآمد ولی فروش قابل توجهی نداشت.

## داستان فیلم
نقشه جسورانه سرقت مجموعه جواهرات سلطنتی از تهران با شکست مواجه می‌شود و تنها دو نفر از دزدان - یک آمریکایی، «تِکس» (استوارت ویتمن) و یک انگلیسی «رانی» (ایان اوگیلوی)، موفق به فرار می‌شوند. در مسیرشان به‌سوی محل ملاقات با «مایک» (ساتن)، عضو دیگر گروه، به یک اشراف‌زاده آلمانی، معروف به «بارون» (کورد یورگنس) برمی‌خورند و او را با خود همراه می‌کنند. پس از پیوستن به «مایک»، با «جهان» (بهروز وثوقی) و «جورجو» (راوایولی) دو فراری دیگر ملاقات می‌کنند. سپس به صحرا فرار می‌کنند و وارد دهکده‌ای می‌شوند که هدف حمله راهزنان است، چرا که رهبر راهزنان، «ملک»، در آن جا به دار آویخته شده‌است. رئیس پلیس محلی (آنوش) از تحویل دادن جسد «ملک» به جانشین‌اش، «نظر» (جیم میچم) خودداری می‌کند. «نظر» به‌دنبال گردن آویز «ملک» و نقشه گنچ پنهان در آن است. «قهرمانان» به جدال میان اهالی دهکده و راهزنان کشیده می‌شوند و حمله راهزنان را دفع می‌کنند. در این‌جا «تکس»، «زری» (الک سومر) محبوبه «ملک» - را می‌بیند که برای یافتن گردن آویز به دهکده بازگشته است. راهزنان «رانی» را می‌دزدند زیر شکنجه می‌کشند. «زری» گردن آویز «ملک» را که از قبرش دزدیده شده، به «نظر» می‌دهد. «تکس» و گروهش به اردوی راهزنان حمله می‌کنند و آنجا را به آتش می‌کشند. «نظر» می‌گریزد، ولی به‌دست اهالی دهکده کشته می‌شود. نقشه نابود می‌شود و بقیه اعضای گروه که حالا «زری» هم به آنان پیوسته، از دهکده می‌روند، در حالی که هنوز بی‌پول و بی‌خانمان‌اند…

## بازیگران
اسامی بازیگران فیلم و نقشها به ترتیب نمایش عنوان‌بندی پایانی نسخه انگلیسی:
1. استوارت ویتمن به نقش تِکس
2. الکه زومر به نقش زری
3. کورد یورگنس به نقش بارون
4. ایان اوگلوی به نقش رونالد
5. بهروز وثوقی [Beh Rooz] به نقش جهان
6. لون ساتُن به نقش مایک
7. ایزارکو راوائیولی به نقش سرجیو
8. جیمز میچم به نقش نظر
9. آنوشاوان هاروتیونیان [Anoosh Artin] به نقش افسر پلیس
10. وارن اُت به نقش شیرین
11. شای ناظمی به نقش راهنمای جواهرات سلطنتی
12. منوچهر نادری به نقش شهردار
13. همایون بهادران به نفش مامور قلابی
14. امیر جعفری به نقش داراب (قهرمان سابق اتومبیل‌رانی ایران)
15. پوری بنایی به نقش همسر جهان
16. ایران دفتری به نقش مادر مالک
17. سوسن قاسمی به نقش دختر روستایی

دیگر بازیگران فیلم که در عنوان بندی نیامده اند:
1. لیلا بهاران
2. رفیع مددکار
3. ابوالفضل میرازیی
4. جلال پیشوائیان
5. عرش پورزارعی
6. حسن رضایی
7. اسماعیل شیرازی
8. یدی (یدالله محمدی‌نژاد)

## نمایش فیلم
فیلم «قهرمانان» برای بار نخست در تاریخ چهارشنبه ۲۵ آذر ۱۳۴۹ خورشیدی در ۱۶ سینما در تهران و همزمان در شهرستانها به نمایش درآمد.  این فیلم جایگزین فیلم رضاموتوری (مسعود کیمیایی) در گروه سینمایی مولن‌روژ شد.
سینماهای نمایش‌دهنده فیلم «قهرمانان» در تهران، در گروه سینمایی مولن‌روژ شامل ۹ سینمای مولن‌روژ، دیانا، مهتاب، رکس، شهوند، نپتون، لیدو، رنگین‌کمان، ژاله، همای، اسکار، پاسارگاد، توسکا، چرخ و فلک، اورانوس و فیروزه بودند.
سینماهای نمایش‌دهنده فیلم در شهرستانها شامل پاسارگاد، کاپری و پارس در شیراز، آسیا و کریستال در تبریز، آریا و شهرفرنگ در اهواز، رکس و ایران در آبادان، دیاموند و متروپل در مشهد بودند..
فیلم «قهرمانان»، پس از دو هفته نمایش در تهران، در گروه سینمایی مولن‌روژ در تاریخ چهارشنبه ۹ دی آذر ۱۳۴۹ جای خود را به فیلم  آخرین نارنجک (به انگلیسی: The Last Grenade) در سینماهای مولن‌روژ، دیانا، مهتاب، سهیلا، الوند، کیهان و مراد داد. در بقیه‌ سینماهای فوق فیلم جعفر و گلناز (منوچهر قاسمی) جایگزین فیلم قهرمانان شد .

## دیگر عوامل ایرانی فیلم

#### تهیه‌کنندگان
- مصطفی اخوان
- مرتضی اخوان

#### دستیاران کارگردان
- بهی انصاری
- مسعود کیمیایی
- جلال مقدم (قسمت دوم پروژه)
- بهرام ری‌پور (قسمت دوم پروژه)

#### مدیر تولید
- هوشنگ شفتی

#### مشاورین پروژه
- فریدون هویدا
- منیر وکیلی

#### ساخت دکور
- حسن پاک‌نژاد

#### ضبط صدا
- بهرام دارایی

#### طراح لباس
- شای ناظمی